# Campionatul Mondial de Handbal Feminin din 1975
A 6-a ediție a Campionatului Mondial de Handbal Feminin a avut loc în perioada 2 - 13 decembrie 1975 în URSS. RDG a câștigat titlul de campioană mondială pentru a doua oară.

## Clasament final
| Poz. | Echipă                     |
| ---- | -------------------------- |
| 1    | RDG                        |
| 2    | Uniunea Sovietică          |
| 3    | Ungaria                    |
| 4    | România                    |
| 5    | Iugoslavia                 |
| 6    | Cehoslovacia               |
| 7    | Polonia                    |
| 8    | Norvegia                   |
| 9    | Danemarca                  |
| 10   | Japonia                    |
| 11   | Statele Unite ale Americii |
| 12   | Tunisia                    |

Echipa campioanei mondiale
Hannelore Burosch, Evy Paskuy, Hannelore Zober, Christine Gehlhoff, Sylvia Siefert, Karin Jänicke, Roswitha Krause, Evelyn Matz, Kristina Richter, Marion Tietz, Petra Kahnt, Waltraud Kretzschmar, Beate Kühn, Christina Rost, Christina Lange, Ursula Putzier
Antrenori: Peter Kretzschmar, Harry Becker